# 크루멘어
크루멘어는 라이베리아와 코트디부아르에서 사용되는 그레보어의 방언연속체이다. 크루멘어는 니제르콩고어족에 속한다. 1999년 기준 구사자 수는 50,000명이다.

## 표기법
크루멘어는 코트디부아르 실용 철자법을 따라서 표기한다. 방언에 따라 표기법의 차이는 존재한다.
| â | b | c | d | e | ë | ɛ | f | g | gb | h | i | ɩ | j | k | kp | l | m | n | ny | ŋ | ŋm | o | ö | ɔ | p | r | s | t | u | ʋ | w | y |

| a | b | c | d | e | ɛ | f | g | gb | h | i | ɩ | j | k | kw | l | m | n | ny | ŋ | ŋm | o | ɔ | p | r | s | t | u | ʋ | w | y |

## 방언
크루멘어의 방언은 크게 3가지로 나눌 수 있다.
- 테포 방언 - 테포, 바포, 월로포, 로포, 다포, 혼포, 이레포, 카포, 글라울로 방언
- 프예 방언 - 트레포, 월로웨-하울로, 그보웨-흐란, 월레포, 두그보, 이레웨, 기레웨, 유르웨, 야포, 프예 방언
- 플라포 방언

여기서 플라포 방언은 하위 방언을 가지고있지 않으며, 현재 사어가 될 위기에 놓여있다.

## 같이 보기
- 라이베리아 크리올